# Hušica
Hušica este o localitate din comuna Tržič, Slovenia, cu o populație de 4 locuitori.